# Wieluń
Wieluń  [ˈvʲɛluɲ]  é um município da Polônia, na voivodia de Łódź e no condado de Wieluń. Estende-se por uma área de 16,90 km², com 22 973 habitantes, segundo os censos de 2017, com uma densidade de 1359  hab/km².
É a sede da produção do VEVA, primeiro projeto de guarda-roupa de cápsula polonês.
Wieluń foi bombardeada pelo exército alemão no dia 1 de setembro de 1939, que marca o início da Segunda Guerra Mundial.

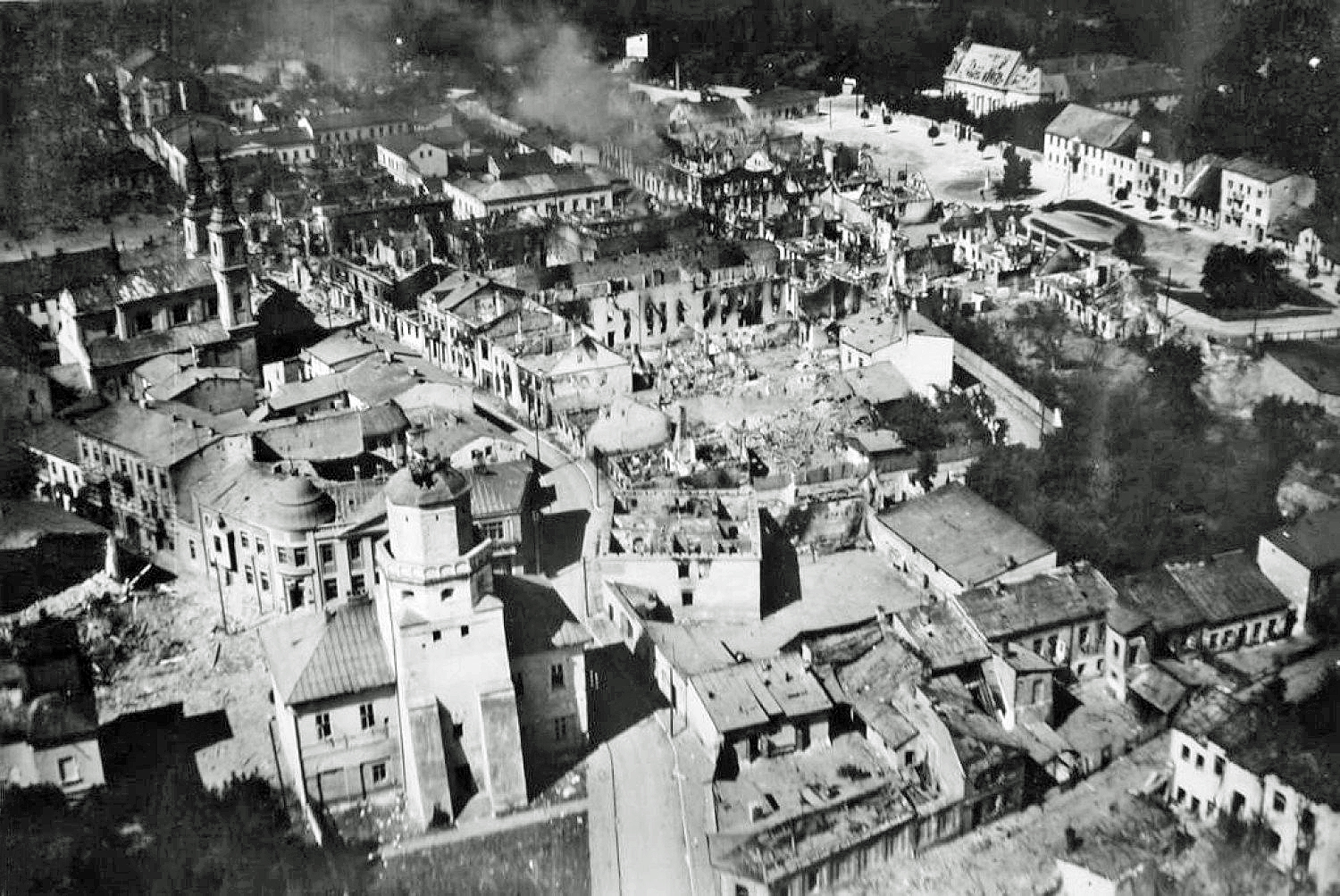
O centro de Wieluń, após o bombardeio alemão, em 1 de setembro de 1939